# 一次费用
一次费用，是一个会计学术语，其是经常费用相对的一种费用。
其是指企业在项目建设中需要一次性投入或拨付的投资费用。但实际上，一次费用中的净周转资金部分实质是满足经营需要的，是经常费用中需要资方投入或筹集长期性投资解决的。所以仅仅在会计财务上体现，而在经营管理中并不常用。